# Clelles
Clelles je naselje in občina v vzhodnem francoskem departmaju Isère regije Rona-Alpe. Leta 2009 je naselje imelo 493 prebivalcev.

## Geografija
Kraj se nahaja v pokrajini Daufineji znotraj naravnega regijskega parka Vercors, 50 km južno od Grenobla.

## Uprava
Clelles je sedež istoimenskega kantona, v katerega so poleg njegove vključene še občine Chichilianne, Lalley, Le Monestier-du-Percy, Percy, Saint-Martin-de-Clelles, Saint-Maurice-en-Trièves in Saint-Michel-les-Portes s 1.813 prebivalci.
Kanton Clelles je sestavni del okrožja Grenoble.

## Zanimivosti
- Marijina cerkev iz 17. do 19. stoletja;